# Pop rock

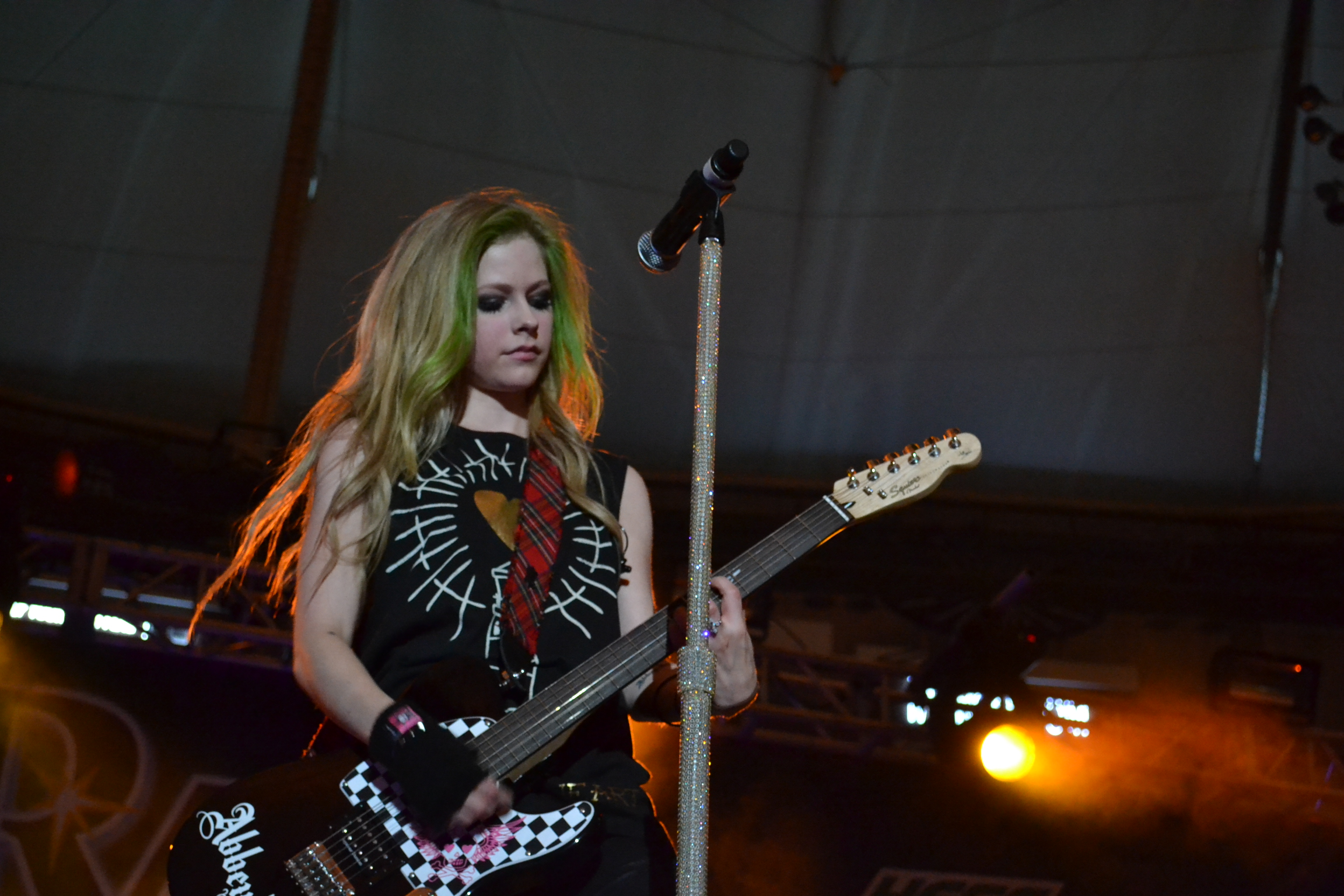

El pop rock (también escrito como pop/rock) es un género fusión originado a finales de los años 1950 como una alternativa más ligera del rock and roll, con un mayor énfasis en los aspectos de grabación y composición profesional, y con menor prioridad en la «actitud». En un inicio, el pop rock fue influenciado por el ritmo, estilo y arreglos del rock and roll y, en menor medida, el doo wop; durante las siguientes décadas el «género» llegó a incorporar elementos de la música psicodélica y el blue-eyed soul, y ya para mediados de los años 1970, el pop rock terminó por diluirse en un concepto más amplio para englobar a aquellos estilos que se encuadran tanto en el pop como en el rock.
En la actualidad no existe una definición unánimemente aceptada para el término, pudiendo verse este como un género propio más que como un tipo de música que se solapa entre el pop y el rock, detractores de este además suelen catalogarlo como un producto comercial plano y menos auténtico que la música rock.

## Características y etimología
Gran parte del pop y rock ha sido bastante similar en sonido, instrumentación y contenido lírico, con términos como «pop rock» y «power pop» siendo usados para describir un tipo de música comercialmente exitosa que usa elementos, o la fórmula, del rock. Para los autores Larry Starr y Christopher Waterman es definido como una «variación optimista de la música rock representada por artistas como Elton John, Paul McCartney, Rod Stewart, Chicago, y Peter Frampton».
Desde la década de los 2010, los términos «guitar pop rock» e «indie rock» son frecuentemente usados como sinónimos. De igual forma, «jangle» es un sustantivo/adjetivo inglés que los críticos suelen usar para referirse al «guitar pop» que produce un sentimiento radiante o cálido.

## Estándares
George Starostin define el pop rock como un subgénero de la música pop que utiliza pegadizas canciones pop que son sobre todo basadas en la guitarra. Starostin afirma que la mayor parte de lo que tradicionalmente se llama power pop cae en el subgénero pop rock. Afirma que, el contenido lírico del pop rock, es «normalmente secundario a la música».
El crítico Philip Auslander argumenta que la distinción entre el pop y el rock es más pronunciada en los Estados Unidos que en el Reino Unido. Auslander afirma que en los Estados Unidos el pop tiene sus raíces en cantantes blancos como Perry Como, mientras que el rock tiene sus raíces en las formas afroamericanas con influencias como el rock and roll. Auslander señala que el concepto de pop rock, que mezcla al pop y el rock, está en contradicción con la concepción típica de pop y rock como opuestos. Auslander y varios otros estudiosos, como Simon Frith y Grossberg argumentan que la música pop es a menudo representada como una forma inauténtica, cínica, «hábilmente comercial» y basada en fórmulas de entretenimiento. En contraste, la música rock es a menudo considerada como una forma auténtica, sincera y anticomercial de la música, que hace hincapié en escribir canciones de los cantantes y bandas, virtuosismo instrumental, y una «conexión real con el público».
El análisis de Simon Frith de la historia de la música popular de los años 1950 y 1980 ha sido criticado por BJ Moore-Gilbert, quien sostiene que los académicos como Frith y otros han puesto demasiado énfasis en el papel del rock en la historia de la música popular al nombrar a todos los nuevos géneros con el sufijo de «rock»; así, cuando surge en la década de 1960 un estilo basado en el folk, Frith lo denomina «folk rock», o a los estilos que beben del pop en la década de 1970 los llama «pop rock». Moore-Gilbert afirma que este enfoque injustamente pone al rock en la cima de los movimientos musicales, y hace que todo otro tipo de influencia sea considerada como un complemento al núcleo central del rock.